# NGC 3836
NGC 3836 (również PGC 36445) – galaktyka spiralna (Sb), znajdująca się w gwiazdozbiorze Pucharu. Odkrył ją Wilhelm Tempel 29 kwietnia 1877 roku.